# Соль (проект)
«Соль» — проект, проводимый радиостанцией «Наше радио» с 14 сентября 2009 года. Состоит из перепетых известными и молодыми рок-исполнителями России и СНГ народных песен.

## Подробности
Первый день продаж первого диска проекта «Соль» состоялся 7 марта на вручении Третьей Музыкальной Премии в области рок-н-ролла «Чартова дюжина. Топ-13». Официальный релиз состоялся 9 марта. Молодые участники были награждены на названной премии в номинации «Взлом».

Второй диск проекта начали продавать на фестивале НАШЕствие-2010, 9, 10 и 11 июля.

## Отзывы и критика
Владимир Смирнов, обозреватель журнала Fuzz, отметил, что «Соль» направлена скорее на оживление эфира «Нашего радио», а никак не на возрождение народной музыки, и удостоил первый диск отрицательных отзывов: «Русского народного духа в сборнике не ощущается. Русью здесь не пахнет». Второй диск, по его мнению, получился более удачным, причём заметнее других выделяется композиция «Щедрік» от группы «Вопли Видоплясова»: «Если из без малого трёх дюжин песен появляется хотя бы одна вещь подобного уровня, значит, все же не совсем зря эта каша из топора заваривалась».

## Соль. Проект Нашего Радио
1. Чичерина — Выйду на улицу
2. Чайф — По диким степям Забайкалья
3. Сёстры — Друженька
4. Кукрыниксы — Чёрный ворон
5. Пикник — Любо, братцы, любо
6. Вокальный Ансамбль Хора Им. Александрова — Ой, при лужку, при лужке
7. Александр Ф. Скляр — Не для меня
8. Океан Ельзи — Ой, чий то кінь стоїть
9. Ундервуд — Вдоль по Питерской
10. Зверобой — Степь да степь кругом
11. Ночные Снайперы — Я ехала домой
12. Zdob şi Zdub — На речке, на речке
13. Женя Максимова — Клён ты мой опавший
14. СерьГа — Живёт моя отрада в высоком терему

Бонус: Ляпис Трубецкой — Бублички (Bonus track)
DVD: Музыканты рассказывают о проекте «Соль»

## Соль. Часть 2
1. После 11 — Порушка-Параня
2. Смысловые галлюцинации — Разлука
3. Кирпичи — Дорогой длинною
4. Максим Леонидов — Из-за острова на стрежень
5. Ива Нова — Вдоль по улице метелица метёт
6. Воплі Відоплясова — Щедрік
7. Король и Шут — Коробейники
8. Znaki — Я на горку шла
9. Старый приятель — Тонкая рябина
10. Radio Чача — Ой, мороз, мороз
11. Начало Века — Светит месяц
12. Крематорий — Бывали дни весёлые
13. Декабрь — Дубинушка
14. Несчастный случай — Ямщик
15. Леонсия Эрденко — Ничто в полюшке не колышется
16. Лампасы — Во кузнице
17. Мельница — Окрасился месяц багрянцем
18. Animal ДжаZ — Ой ты, степь широкая
19. Тролль гнёт ель — Камаринская

## Другиекаверыдля проекта Соль
- Арктида — Ой, мороз, мороз[3]
- ДДТ — Раскинулось море широко
- Машина времени — Тёмная ночь
- Горшок и Пелагея — Ой, при лужку, при лужке
- Пелагея — Ой, то не вечер
- Пелагея — Казак
- Кукрыниксы — Свадьба
- Бригадный подряд — Валенки
- МПТРИ — Ноченька
- Пилот — Степь да степь кругом
- Танцы Минус — Я спросил у ясеня
- Рогатые трупоеды — Валенки
- 10 небо — Рябина
- Мята и Анна Малышева — Я на камушке сижу
- Крылья осени — Ой, при лужку, при лужке
- Квэкс — Сизая голубка
- Papamobile — Во поле берёза стояла
- Neodin — То не ветер ветку клонит
- Акустические ботинки — Налей, мама
- Порн о' поп — Коробочка
- Do za music — Рябина
- Aheshi — Ничто в полюшке не колышется[4]
- Максим Леонидов — Роспрягайте, Хлопцы, коней